# Bathypterois quadrifilis
Bathypterois quadrifilis är en fiskart som beskrevs av Günther, 1878. Bathypterois quadrifilis ingår i släktet Bathypterois och familjen Ipnopidae. Inga underarter finns listade.

## Bildgalleri

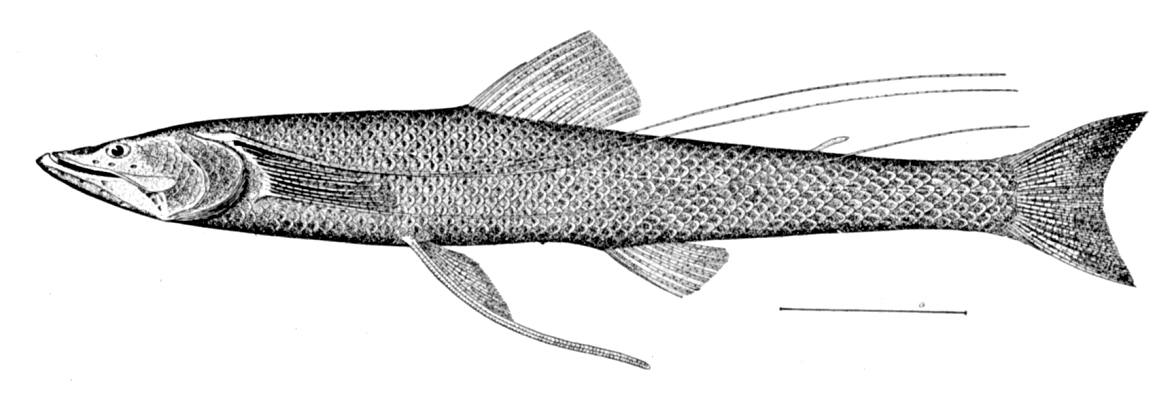
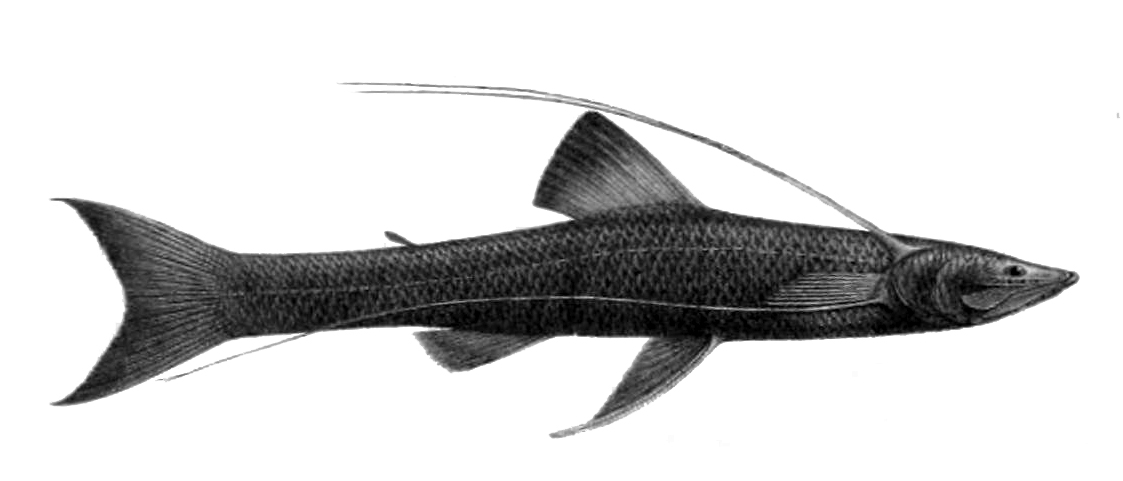